# Qualificazioni alla Coppa del Mondo di rugby 2015 - Asia
Le qualificazioni asiatiche alla Coppa del Mondo di rugby 2015 si tennero tra il 2012 e il 2014 e riguardarono 17 squadre nazionali asiatiche che dovettero esprimere una qualificata direttamente alla Coppa e destinarne una ai ripescaggi intercontinentali.
Tra le dodici squadre ammesse di diritto alla Coppa del Mondo di rugby 2015 non figurava alcuna Nazionale proveniente dal continente asiatico.
Le qualificazioni si svolsero su quattro turni, tre dei quali coincidenti con i tornei continentali dell'Asian Five Nations 2012, 2013 e 2014; di fatto, quest'ultimo fu il turno vero e proprio di qualificazione, ma i tre precedenti, stante il meccanismo di promozione/retrocessione, interessarono le squadre fino alla terza divisione della competizione, teoricamente in grado di raggiungere il torneo finale di qualificazione.
A qualificarsi per la Coppa del Mondo, per la settima volta consecutiva, fu il Giappone, così sempre presente alla manifestazione; Hong Kong, giunta seconda nel torneo asiatico, accedette invece ai ripescaggi interzona.

## Criteri di qualificazione
- Primo turno (aprile — maggio 2012): esso corrispose alla disputa della prima, seconda e terzasione divisione dell'Asian Five Nations 2012: quattro squadre presero parte a ciascuna delle tre divisioni, per un totale di dodici; le prime tre squadre della prima divisione accedettero direttamente al terzo turno, l'ultima uscì dalle qualificazioni e la vincitrice della seconda divisione spareggiò nel turno successivo contro la vincitrice della seconda divisione[1].
- Secondo turno (luglio 2012): fu uno spareggio, in gara unica in casa della squadra con il miglior ranking World Rugby, tra le vincenti della seconda e della terza divisione; la squadra vincente accedette alla prima divisione 2013, mentre quella sconfitta uscì dalle qualificazioni e fu riassegnata alla seconda divisione 2013[1]
- Terzo turno (aprile — maggio 2013): esso corrispose alla disputa del Top 5 e della prima divisione dell'Asian Five Nations 2013: cinque squadre presero parte al Top 5 e quattro alla prima divisione. La squadra retrocessa dal Top 5 uscì dalle qualificazioni e fu rimpiazzata dalla vincitrice della prima divisione, che così acquisì il diritto a disputare il quarto[1].
- Quarto turno (aprile — maggio 2014): fu il Top 5 dell'Asian Five Nations 2014: le quattro squadre non retrocesse più la squadra promossa dall'edizione precedente. La vincitrice, oltre al titolo di campione asiatica, guadagnò la qualificazione diretta alla Coppa del Mondo, mentre la squadra seconda classificata fu destinata ai ripescaggi intercontinentali[1].

## Situazione prima degli incontri di qualificazione
| Primo turno | Secondo turno                                     | Terzo turno | Quarto turno | Qualificate |
| --- | ------------------------------------------------- | --- | --- | --- |
| 1ª divisione Asian Five Nations 2012: - Filippine - Singapore - Sri Lanka - Taiwan 2ª divisione Asian Five Nations 2012: - Cina - Iran - Malaysia - Thailandia 3ª divisione Asian Five Nations 2012: - Guam - India - Indonesia - Pakistan | - 1ª class. 2ª divisione — 1ª class. 3ª divisione | Top 5 Asian Five Nations 2013: - Corea del Sud - Emirati Arabi Uniti - Giappone - Hong Kong - Promossa da 1ª div. Asian 5 Nations 2012 1ª divisione Asian Five Nations 2013: - Kazakistan - Proveniente da 1ª div. Asian 5 Nations 2012 - Proveniente da 1ª div. Asian 5 Nations 2012 - Qualificata dal 2º turno | Top 5 Asian Five Nations 2014: - Proveniente da Top 5 Asian 5 Nations 2013 - Proveniente da Top 5 Asian 5 Nations 2013 - Proveniente da Top 5 Asian 5 Nations 2013 - Proveniente da Top 5 Asian 5 Nations 2014 - Promossa da 1ª div. Asian 5 Nations 2013 | Classificate direttamente: - Vincitrice Top 5 Asian 5 Nations 2014 Ai ripescaggi: - 2ª Top 5 Asian 5 Nations 2014 |

## Primo turno

### Esito del primo turno
- Filippine, Sri Lanka e Taiwan: qualificate al terzo turno
- Thailandia e India: qualificate al secondo turno

## Secondo turno
Il secondo turno consisté nello spareggio, che si tenne in gara unica a Bangkok, tra la Thailandia, vincitrice della seconda divisione, e l'India, altresì campione della terza divisione; fu la squadra di casa a prevalere per 42-29 accedendo così al terzo turno, la prima divisione 2013.
| Arbitro: | Takashi Harada |

|                                                              |      |                          |
| 2’ Thiamyod 61’ Khamkoet 68’ Kaittlbunnawat 78’ Phichaikamol | mt   | 18’, 27’, 34’, 72’ Singh |
| 2’, 61’ Khamkoet                                             | tr   | 27’, 34’, 72’ Lama       |
| 7’, 30’, 42’, 48’, 54’, 66’ Khamkoet                         | c.p. | 47’ Lama                 |

### Esito del secondo turno
- Thailandia: qualificata al terzo turno

## Terzo turno

### Esito del terzo turno
- Giappone, Corea del Sud, Hong Kong, Filippine e Sri Lanka: qualificate al quarto turno

## Quarto turno

### Esito del quarto turno
- Giappone: qualificato alla Coppa del Mondo
- Hong Kong: ai ripescaggi interzona

## Quadro generale delle qualificazioni
In grassetto le squadre qualificate al turno successivo
| Primo turno | Secondo turno        | Terzo turno | Quarto turno                                                                                  | Qualificate                                                      |
| --- | -------------------- | --- | --------------------------------------------------------------------------------------------- | ---------------------------------------------------------------- |
| 1ª divisione Asian Five Nations 2012: - Filippine (al 3º turno) - Singapore - Sri Lanka (al 3º turno) - Taiwan (al 3º turno) 2ª divisione Asian Five Nations 2012: - Cina - Iran - Malaysia - Thailandia 3ª divisione Asian Five Nations 2012: - Guam - India - Indonesia - Pakistan | - Thailandia — India | Top 5 Asian Five Nations 2013: - Corea del Sud - Emirati Arabi Uniti - Giappone - Hong Kong - Filippine 1ª divisione Asian Five Nations 2013: - Kazakistan - Sri Lanka - Taiwan - Thailandia | Top 5 Asian Five Nations 2014: - Corea del Sud - Giappone - Hong Kong - Filippine - Sri Lanka | Classificate direttamente: - Giappone Ai ripescaggi: - Hong Kong |